# Filchnerella amplivertica
Filchnerella amplivertica is een rechtvleugelig insect uit de familie Pamphagidae. De wetenschappelijke naam van deze soort is voor het eerst geldig gepubliceerd in 2009 door Li, Zhang & Yin.